# Almer
Almer is een jongensnaam. De naam is afgeleid van de Germaanse naam Aldemar. De stam ald heeft de betekenis "oud, ervaren" en -mar betekent "vermaard, beroemd". De naam betekent zoveel als "beroemd door ervarenheid". De naam komt vooral in Duitsland voor.